# Corpus Iuris Civilis
Corpus Iuris Civilis (hrvatski: zbir građanskih prava) je druga i zadnja kodifikacija rimskoga prava koja je sastavljena po naredbi bizantskog cara Justinijana I. Velikog nastajala između 528. i 534. U Courpus Iuris Civilis, Justinijan je skupio cijelo važeće rimsko pravo: carske konstitucije i pravničko pravo (ius i leges), prilagođavajući ga suvremenim potrebama.
Corpus Iuris Civilis nastao je u rekordnom vremenu od šest godina uz pomoć Justinijanovog kancelara Tribonijana, kojemu su u kodifikaciji pomagali brojni pravnici tog doba i profesori pravnih škola u Konstantinopolu. Justinijanova kodifikacija sadržavala je četiri zbirke: dva Kodeksa, Institutiones (Institucije) i Digesta. Sve ove zbirke imale su jednaku zakonsku snagu kao jedinstveni Justinijanov zakonik te nijedna zbirka nije imala prvenstvno nad drugom. Uz Kodekse, Institucije i Digestu izdane su i Novele, koje su u glosatorskom razdoblju obuhvaćene pod jedno djelo Corpus Iuris Civilis

## Codex Iustinianus
Kodifikaciju rimskog prava Justinijan je započeo zbirom carskih konstitucija (leges). Justinijan je 528. posebnoj komisiji naredio da skupi sve što je vrijedilo iz dotadašnjih kodeksa i novela u jednu zbirku i da izbaci proturječnosti i suvišnosti iz njih. Codex Iustinianus objavljen je i stupio je na snagu već 529., no nije sačuvan.

## Digesta (Pandectae)
Nedugo nakon izdavanja Codex Iustinianusa započet je mnogo teži i zamršeniji pothvat kodifikacije cjelokupnog pravničkog prava (ius). Konstitucijom Deo auctore 530. Justinijan je taj posao povjerio svom kancelaru Tribonijanu da ga izvrši uz pomoć šesnaestorice suradnika. Ujedno su toj komisiji dane smjernice za rad. Justinijan je predviđao da će za cjelokupnu kodifikaciju biti potrebno deset godina, no posao je Tribonijan dovršio za samo tri godine. Konstitucijom Tanta 16. prosinca 533. objavljena je Digesta, a 30. prosinca 533. stupila je na snagu pod nazivom Digesta seu Pandectae. To je po opsegu najveći dio Corpus Iuris Civilisa i pravni spomenik prvenstveno povijesne vrijednosti.
Prema Justinijanovoj uputi, Digesta je podijeljena na 50 knjiga, a sve knjige, izuzev 31., 32. i 33. dijele se na titule s odgovarajućim naslovima (rubricae) njihova sadržaja. Titule se sastoje od odlomaka (fragmenta ili leges) koji su izvađeni iz djela pojedinih pravnika, a veći odlomci su kasnije razdijeljeni na principium (uvod) i paragrafe. U inskripciji svakog fragmenta navedeno je ime pravnika i naslov djela iz kojeg je fragment uzet (npr. "Ulipianus libro trigesimo secundo od edictum"). Čitavo se djelo sastoji iz 432 titule s ukupno 9142 fragmenta te je prema Justinijanovu navodu samo kod sastavljanja Digesta bilo ekscerprirano 2000 (točnije 1625) knjiga (libri, u smislu podjele pojedinih djela na knjige, a ne samostalnih knjiga) s 3 milijuna redaka dok Digesta obuhvaća svega 150 000 redaka (versus). Kompilatori su upotrijebili djela 39 pravnika. Kod toga se nisu držali Justinijanova naloga da ekscerpiraju samo djela onih pravnika koji su imali ius respodendi (pravo davanja mišljenja i odgovora), nego su uzeli i djela trojice republikanskih pravnika (Q. M. Scaveola, Afenus Varus i C. Aquilius Gallus) kao i Gajeva djela. Najviše materijala uzeto je iz Ulipijanovih i Paulovih djela. Važnost Digesta za poznavanje rimskog prava je tim očiglednija kada se znade kako je oskudan onaj dio klasične literature koji je do nas dopro izvan Digesta. Pomoću inskripcija pojedinih fragmenata uspjelo je djelomično rekonstruirati djela klasičnih pravnika koja su upotrebljavana kod ststava Digesta (palingensia).
Redoslijed pojedinih titula raspoređen je po općenitom, enciklopedijskom sustavu što su ga ranije imala djela pod nazivom digesta koja zajedno obrađuju civilno i honorarno pravo. Unutar pojedinih titula bili su fragmenti kako je to 1818. utvrdio Bluhme, poredani određenim redoslijedom po tzv. masama: na prvom mjestu stoji sabinska masa, tj. fragmenti iz djela o civilnom pravu koja uglavnom komentiraju Sabinov sustav civilnog prava (Libri ad Sabinum); zatim slijedi ediktalna masa, tj. fragmenti o honorarnom pravu kojoj na čelu stoje komentari edikta (Libri ad Edictum); i, konačno, tzv. papijanska masa, tj. fragmenti iz praktične književnosti kojoj često stoje na čelu Papijanova Responsa i Quaestiones. Kadšto se kao dodatak pojavljuje još i četvrta skupina djela, tzv. postpapijanska masa ili appendix. Ova podjela na mase u vezi je s planom rada komisije; komisija se naime vjerojatno dijelila na tri potkomisije od kojih je svaka escerpirala samo jedne mase, a zatim su pojedine mase prema materijama složene u odgovarajuće titule. Vjerojatno su si kompilatori kod ekscerpiranja ogromne, a često već i teško dostupne klasične i postklasične literature ispomagali većim ili manjim postklasičnim zbirkama i udžbenicima istočnih pravnih škola, što im je olakšalo rad i omogućilo da svoj veliki posao dovrše u tako kratkom roku.